# Luana de Noailles
Luana de Noailles, née Raimunda Nonata do Sacramento (Salvador, le 23 novembre 1949), est un mannequin franco-brésilien des années 1970 et 1980.

## Biographie
Luana nait dans le quartier Liberdade, à Salvador de Bahia. Elle est découverte à l'âge de 16 ans et devient mannequin de Rhodia. Dans les années 1970, elle enchante le styliste Paco Rabanne qui la fait venir en Europe pour travailler dans l'agence de Catherine Harley. 
Le 29 octobre 1977, Luana se marie avec l'aristocrate français Gilles de Noailles, devenant Comtesse Gilles de Noailles. Peu après le mariage, elle met fin à sa carrière de mannequin. 
En 1982, Joãosinho Trinta lui rend hommage avec une chanson de carnaval nommée A grande constelação das estrelas negras (« La grande constellation des étoiles noires »).